# Edmond Tapsoba
Edmond Fayçal Tapsoba (sinh ngày 2 tháng 2 năm 1999) là một cầu thủ bóng đá người Burkina Faso thi đấu ở vị trí trung vệ cho câu lạc bộ Bundesliga Bayer Leverkusen và Đội tuyển bóng đá quốc gia Burkina Faso .

## Danh hiệu
Bayer Leverkusen
- Bundesliga: 2023–24[4]
- DFB-Pokal: 2023–24[5]
- DFL-Supercup: 2024[6]